# Bob Hill
Pour les articles homonymes, voir Hill.
Bob Hill, né le 24 novembre 1948 à Columbus dans l'Ohio, est un entraîneur américain de basket-ball.

## Biographie
Après des études universitaires passées à l'université d'État de Bowling Green où il ne parvient pas à intégrer l'équipe des Falcons de Bowling Green, il se dirige vers la carrière d'entraîneur. Il occupe ainsi un poste d'entraîneur assistant chez les Jayhawks du Kansas de 1979 à 1985, d'abord sous la direction de Ted Owens puis avec Larry Brown.
En 1986, après un début de quatre victoires pour douze défaites des Knicks de New York, il est nommé entraîneur en chef de cette franchise en remplacement de Hubie Brown dont il est l'assistant depuis un an. Sous sa direction, les Knicks présentent un bilan de vingt victoires et quarante-six défaites. À la fin de saison, Hill et le general manager Scotty Stirling sont démis de leurs fonctions.
En 1990, il est pour la deuxième fois de sa carrière nommé au poste d'entraîneur en chef, en remplacement de Dick Versace après un départ de neuf victoires pour seize défaites des Pacers d'Indiana. Avec un bilan de trente-deux victoires et vingt-cinq victoires, il conduit son équipe aux playoffs, où les Pacers s'inclinent trois à deux face aux Celtics de Boston. La saison suivante, la franchise termine avec un bilan de quarante victoires pour quarante-deux défaites mais parvient de nouveau à se qualifier pour les playoffs. À nouveau opposés aux Celtics, les Pacers subissent un sweep, défaite trois à zéro. Pour sa troisième saison avec Indiana, Hill termine avec un bilan équilibré de quarante partout. Pour la troisième année consécutive, les playoffs s'inclinent au premier tour, trois à un face aux Knicks. Après quatre éliminations au premier tour en quatre ans, dont trois sous la direction de Bob Hill, le président des Pacers Donnie Walsh le démet de son poste.
Après une saison où il occupe un poste d'assistant au Magic d'Orlando, il est nommé entraîneur des Spurs de San Antonio. Sa première saison à la tête de l'équipe se solde par bilan de soixante deux victoires pour vingt défaites, meilleur bilan de la ligue. Ils s'imposent sur le score de trois à zéro face aux Nuggets de Denver au premier tour, puis quatre à deux face aux Lakers de Los Angeles avant de s'incliner en finale de conférence sur le score de quatre à deux face aux Rockets de Houston. La saison suivante, les Spurs terminent en tête de sa division (cinquante-neuf victoires et vingt-trois défaites), puis terminent leur saison en demi-finale de conférence face au Jazz de l'Utah sur le score de quatre à deux, après s'être imposer face aux Suns de Phoenix sur le score de trois à un. Sa carrière avec les Spurs se terminent dix-huit rencontres de la saison suivante, trois victoires seulement. Gregg Popovic, le general manager des Spurs se sépare de son entraîneur et prend la direction de l'équipe.
Bob Hill retrouve le monde du basket-ball en prenant en charge l'équipe des Rams de Fordham de l'université Fordham de 1999 à 2003. En 2006, il retrouve le monde de la NBA en occupant un poste d'assistant chez les Supersonics de Seattle. La saison suivante il est désigné entraîneur en chef. Son bilan sur la saison de trente-et-une victoire pour cinquante-et-une défaite.